# الكنيسة القبطية الكاثوليكية
الكنيسة القبطية الكاثوليكية (بالقبطية: Ϯⲉⲕ̀ⲕⲗⲏⲥⲓⲁ ⲛ̀ⲣⲉⲙ̀ⲛⲭⲏⲙⲓ ⲛ̀ⲕⲁⲑⲟⲗⲓⲕⲏ)‏ (باللاتينية: Ecclesia Catholica Coptorum)‏ كنيسة كاثوليكية شرقية مستقلة وارتبطت بشركة كاملة مع الكنيسة الكاثوليكية في روما بفرعها الشرقي، أي أنه مسموح للأقباط الكاثوليك بالاحتفاظ بعاداتهم وطقوسهم الكنسية القبطية.

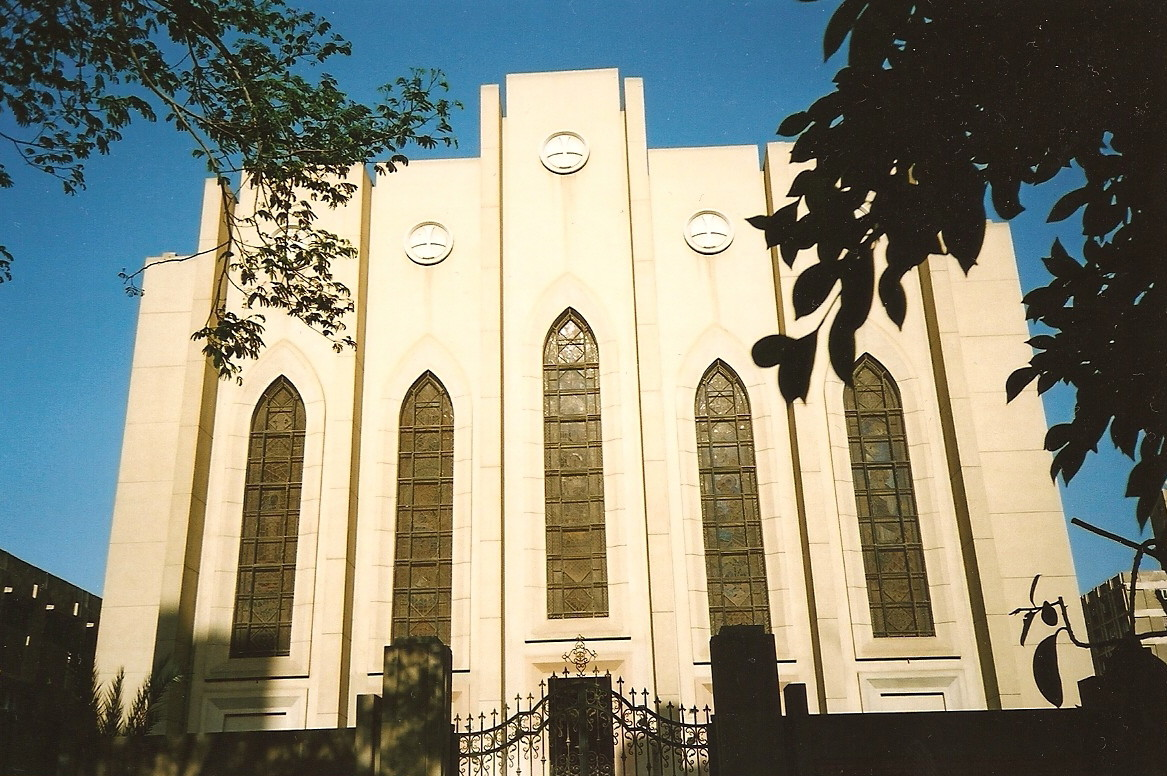
كاتدرائية العذراء مريم بمصر

## تاريخ كنيسة الأقباط الكاثوليك
كانت أولى محاولات إعادة الوحدة بين الكنيسة الكاثوليكية والكنيسة القبطية الأرثوذكسية في أواسط القرن الخامس عشر، عندما أرسل بابا الفاتيكان البابا يوجين الرابع إلى بابا الإسكندرية يوأنس الحادي عشر يدعوه إلى زيارة مجمع فلورنسا، فلبى بابا الإسكندرية الدعوة وأرسل وفداً يمثل كنيسته ضم رئيسي ديري الأنبا أنطونيوس والأنبا بولا وعدد من الرهبان الأقباط والأحباش، وقع ذلك الوفد اتفاقية وحدة مع الكنيسة الكاثوليكية وذلك في تاريخ 4 فبراير / شباط 1442 م، ولكن تلك الاتفاقية لم يكتب لها النجاح لانها لم تلق الدعم الكافي من قادة الكنيسة القبطية الأرثوذكسية. التي لم ترد الدخول في شركة مع بابا روما لانهم خافوا ان يصبحوا تحت سلطانه بالرغم ان بابا روما كان انذاك يرسل سفارة كل عام لدفع الجزية عن فقراء الاقباط للوالى وذلك بمعرف بطريرك مصر الأرثوذكسي حتى لا تضيع تعب الكنيسة مقابل الذهب والذي كان ياعى من روما للحفاظ على المسيحيين المصريين
وفي القرن السابع عشر وصلت الإرساليات الكاثوليكية الغربية إلى مصر وكان في طليعتها إرسالية الآباء الفرنسيسكان، وتم لاحقا تأسيس إرسالية للآباء الكبوشيين في القاهرة عام 1630 م، ثم في عام 1675 م بدأ الآباء اليسوعيون نشاطهم الإرسالي بين مسيحيي البلاد.
استقر بعض من هؤلاء المرسلين في الصعيد المصري ولاقوا هناك قبولا كثيرا بين جماعات من الأقباط هناك للدخول في الكثلكة، فقرر بابا الفاتيكان عام 1687 م تأسيس ولاية رسولية لهؤلاء الكاثوليك الجدد ووضعها تحت إشراف الآباء الفرنسيسكان، ومن ضمن هؤلاء الأقباط أًرسل عدد من الشبان إلى روما للدراسة بغية إعدادهم لاستلام المهام الكهنوتية لجماعتهم الناشئة.
وهكذا كانت أعداد الكاثوليك في مصر في تزايد، وفي عام 1741 م اعتنق الكثلكة أسقف أورشليم القبطي الأرثوذكسي الأنبا أثناسيوس، فكلفه بابا الفاتيكان البابا بندكت الرابع عشر برعاية جماعة الأقباط الكاثوليك برتبة نائب رسولي لم يكن عدد تلك الجماعة يربو على ألفي شخص، لاحقا عاد الأنبا أثناسيوس للكنيسة القبطية الأرثوذكسية ولكن هذا لم يوقف من استمرار ونمو الأقباط الكاثوليك، حيث خلفه في إدارة شؤونهم صالح مراغي في الفترة ما بين 1744 م و1748 م، ومن ثم استلم الإدارة ثلاثة رؤساء للإرساليات الفرنسيسكانية، ثم استلمها أيضا أسقف جرجا الأنبا أنطونيوس فليفل الذي كان قبطى أرثوذكسي عام 1758م ومن بعده انتقلت لروكسي قدسي عام 1781 م، وبهذا الشكل توالى على رعاية وإدارة شؤون الأقباط الكاثوليك النواب الرسوليون حتى عام 1824 م عندما تمكن الفاتيكان من الحصول على سماح السلطات العثمانية – التي كانت تحكم مصر حينها – بتنصيب بطريرك للأقباط الكاثوليك، ولكن تلك الموافقة كانت حبر على ورق حتى حين، وفي عام 1829 م سمح الأتراك للأقباط الكاثوليك ببناء كنائسهم الخاصة.
وبتاريخ 21 نوفمبر / تشرين الثاني 1895 م أصدر بابا الكنيسة الكاثوليكية البابا ليون الثالث عشر منشوراً بعنوان المسيح الرب تضمن المنشور قراره بتنصيب بطريرك للأقباط الكاثوليك، وفي ذات العام قسمت الجماعة إلى ثلاث أبرشيات وفي عام 1899 م أًقيم الأنبا كيرلس مقار بطريركا للإسكندرية على
الأقباط الكاثوليك ولكن مقر إقامته كان القاهرة واستمرت ولايته حتى عام 1908 م، ومن بعده بقي الكرسي البطريركي شاغرا مدة أربعين عاما ولكنه كان يدار من قبل الأنبا مكسيموس صدفاوي ومن ثم مرقس خزام والذي نصب بطريركا عام 1947 م.

## كنيسة الأقباط الكاثوليك اليوم
تضم هذه الكنيسة قرابة الربع مليون نسمة معظمهم مقيم في مصر والقسم الآخر موزع في بلاد المهجر، والكنيسة مقسمة إلى سبعة أبرشيات تدار من قبل سبعة مطارنة في المنيا والإسماعيلية وسوهاج وأسيوط والأقصر وأخيرا في الجيزة منذ 2006 يرأسهم بطريرك الإسكندرية للأقباط الكاثوليك، ويوجد دير واحدللحياة التعبديَّة يتبع هذه الكنيسة يقع في كينج مريوط، وبشكل عام فإن العمل الرهباني في هذه الكنيسة ليس مقتصرا على حياة التعبد في الأديرة وإنما يقوم على العمل الرعوي في خدمة أبناء الكنيسة وفي العمل في الحقول الكنسية المختلفة، فهناك أكثرمن خمسين رهبانية تعمل ف مصر منها 3 رهبانيات تأسست فيها. للكنيسة معهد لاهوتي لتخريج الكهنة يحمل اسم القديس لاون يقع في ضاحية المعادي في القاهرة ويتبع لهذه الكنيسة أيضا 160 مدرسة كاثوليكية موزعة على أغلب المدن المصرية وتستقبل تلك المدارس أبناء المصريين كافة على اختلاف مذاهبهم وأديانهم، وتدير هذه الكنيسة مشفى في أسيوط ومستوصفات ومراكز صحية في مناطق مختلفة في البلاد.
البطريرك الفخري لكنيسة الأقباط الكاثوليك الأنبا أنطونيوس نجيب مواليد 1935 م وقد استلم مهامه البطريركية منذ عام 2006 م. هذه الكنيسة ليست عضو في مجلس الكنائس العالمي ولكنها عضو في مجلس كنائس الشرق الأوسط وتربطها علاقات طيبة مع بقية الطوائف المسيحية في الشرق الأوسط وتلعب دورا إيجابيا في تعزيز العلاقات الأخوية بين المسيحيين والمسلمين من أبناء الوطن الواحد.
تم انتخاب غبطة البطريرك إبراهيم اسحق بطريركاً للاقباط الكاثوليك، من خلال آباء سينودس الكنيسة القبطية الكاثوليكية، الذي انعقد يوم 12 يناير 2013 وتم الاختيار في 15 يناير 2013 والإعلان الرسمي في 18 يناير 2013 ليكون خلفاً للبطريرك الكاردينال أنطونيوس نجيب، الذي تخلى طوعاً عن مهامه البطريركية لظروف صحية.
وتم تجليسه في 12 مارس 2013 ليكون بذلك البطريرك السادس في تاريخ الكنيسة القبطية الكاثوليكية.

## قائمة باسماء بطاركة الأقباط الكاثوليك
قائمة باسماء بطاركة الأقباط الكاثوليك
- كيرلس مقار (1895-1908)
- شاغر (1947-1908)
  - مكسيموس صدفاوي (1927-1908) (مدبّر رسولي)
  - مرقس خزام (1947-1927) (مدبّر رسولي)
- مرقس الثاني خزام (1947-1958)
- إسطفانوس الأول سيداروس (1958-1986)
- إسطفانوس الثاني غطاس (1986-2006)
- أنطونيوس الأول نجيب (2006-2013)
- إبراهيم الأول إسحق (2013- ومازال)

## قائمة بايبارشيات الأقباط الكاثوليك
بطريركية الأقباط الكاثوليك تتكون من 9 ايبارشيات، وتتبع الطقس السكندري في صلواتها.
- الأبرشية البطريركية (القاهرة والدلتا والإسكندرية) - غبطة البطريرك الأنبا إبراهيم اسحق (2013)
- أبرشية الجيزة وبني سويف والفيوم - الأنبا توماس عدلى (2018)
- أبرشية الإسماعيلية - الأنبا بولا شفيق (2023)
- أبرشية المنيا - الأنبا باسيليوس فوزي الضبع (2020)
- أبرشية أسيوط - الأنبا دانيال لطفي (2019)
- مطرانية سوهاج – الانبا توماس حليم (2020)
- أبرشية الأقصر- الأنبا عمانوئيل (2016)
- أبرشية أبو قرقاص -  الانبا بشارة (2020)
- أبرشية القوصية -  الانبا مرقس وليم (2023)